# Adobe Encore
Adobe Encore (anteriorment anomenat Adobe Encore DVD) és un programari desenvolupat per Adobe Systems per a la creació de menús i interfícies de DVD. Està orientat a productors de vídeos semiprofessionals.